# سوزان آگوستسن
سوزان آگوستسن (انگلیسی: Susanne Augustesen؛ زادهٔ ۱۰ مهٔ ۱۹۵۶) بازیکن فوتبال اهل دانمارک است.

وی همچنین در تیم ملی فوتبال زنان دانمارک بازی کرده‌است.